# Michael Michai Kitbunchu
Michael Michai Kitbunchu (Sam Phran, 25. siječnja 1929.) tajlandski je prelat Katoličke Crkve. Služio je kao nadbiskup Bangkoka od 1973. do 2009. godine.
Uz svoj materinji jezik, središnji tajlandski (službeni i nacionalni) i svoj etnički kineski dijalekt Teochew, također govori i latinski, engleski, talijanski, francuski i standardni mandarinski.